# Свята Ірану
В Ірані відзначаються свята за трьома різними календарями: за іранським сонячним — для подій республіканського значення, ісламським місячним — для релігійних свят та за григоріанським — для міжнародних дат.
| Дата           | Григор.      | Назва                                  | Іранська назва       | Примітки                                   |
| 1-4 фарвардина | З 21 березня | Новруз                                 | عید نوروز            | Початок року, весняне рівнодення.          |
| 12 фарвардина  | 1 квітня     | День Ісламської Республіки             | روز جمهوری اسلامی    | Проголошена 1 квітня 1979 року.            |
| 13 фарвардина  | 2 квітня     | День природи                           | روز طبیعت            | Також відомий як Сізда-бе-Бедар (سیزدهبدر) |
| 14 хордад      | 4 червня     | Річниця смерті імама Хомейні           | رحلت امام خمینی      | Лідер ісламської революції 1979 року.      |
| 15 хордад      | 5 червня     | День повстання проти шаха              | قیام ۱۵ خرداد        |                                            |
| 4 шахрівара    | 26 серпня    | День трудящих                          | روز کارمند‎           |                                            |
| 5 шахрівара    | 27 серпня    | День фармацевта                        | روز داروساز‎          | На честь дня народження Разеса             |
| 14 бахман      | 2 лютого     | Національний день космічних технологій | روز ملی فناوری فضایی |                                            |
| 22 бахман      | 11 лютого    | День перемоги Ісламської революції     | پیروزی انقلاب        |                                            |
| 29 есфанд      | 19 березня   | День Націоналізації нафтових промислів | ملی شدن صنعت نفت     |                                            |

| Дата              | Назва                             | Іранська назва                        | Примітки                                |
| 9 мухаррам        | Ташуа імама Хусейна               | تاسوعا                                |                                         |
| 10 мухаррам       | Ашура                             | عاشورا                                | День поминання імама Хусейна.           |
| 20 сафар          | Арбаїн                            | اربعین                                | Страждання імама Хусейна.               |
| 28 сафар          | День смерті пророка Мухаммеда     | وفات حضرت محمد و شهادت امام حسن مجتبی |                                         |
| 29 сафар          | Страждання імама Рези             | شهادت امام رضا                        |                                         |
| 17 рабіуль-аввал  | День народження пророка Мухаммеда | ولادت حضرت محمد و امام جعفر صادق      |                                         |
| 3 джумада ас-сани | Страждання Фатіми                 | شهادت حضرت فاطمه                      |                                         |
| 13 раджаб         | День народження імама Алі         | ولادت حضرت علی                        |                                         |
| 27 раджаб         | Сходження пророка                 | بعثت حضرت محمد                        |                                         |
| 15 шаабан         | День народження імама Махді       | ولادت حضرت مهدی                       |                                         |
| 21 рамадан        | Страждання імама Алі              | شهادت حضرت علی                        |                                         |
| 1 шавваль         | Ід аль-Фітр                       | عید فطر                               | Закінчення священного місяця Рамадан.   |
| 25 шавваль        | Страждання імама Джафара          | شهادت امام جعفر صادق                  |                                         |
| 10 зульхиджа      | Ід аль-Адха                       | عید قربان                             | Свято жертвоприношення (Курбан-байрам). |
| 18 зульхиджа      | Ейд Гадір-Хом                     | عید غدیر                              |                                         |
| 25 зульхиджа      | День родини та пенсіонерів        | روز خانواده و تکریم بازنشستگان‎        |                                         |

## Народні свята
- Чахаршанбе-Сурі — свято вогнищ перед зимовим сонцестоянням
- Ялда — ніч зимового сонцестояння, День народження Мітри
- Мехреган — іменний день Мітри